# Citrus Ridge
Citrus Ridge é uma Região censo-designada localizada no estado americano da Flórida, nos Condados de Lake, Orange, Osceola e Polk.

## Demografia
Segundo o censo americano de 2000, a sua população era de 12.015 habitantes.

## Geografia
De acordo com o United States Census Bureau tem uma área de 131,0 km², dos quais 121,3 km² cobertos por terra e 9,7 km² cobertos por água.

## Localidades na vizinhança
O diagrama seguinte representa as localidades num raio de 24 km ao redor de Citrus Ridge.